# MBK Banik Handlová
O Mestský basketbalový klub Baník Handlová (em português:  Basquetebol Clube Municipal Baník Handlová), conhecido também apenas como Baník Handlová, é um clube de basquetebol baseado em  Handlová, Eslováquia que atualmente disputa a SBL. Manda seus jogos na Športová Hala com capacidade para 1.200 espectadores.

## Histórico de Temporadas
| Temporada | Nível | Liga | Pos. | J     | PL  | Resultado         | Copa da Eslováquia | Competições internacionais |
| --------- | ----- | ---- | ---- | ----- | --- | ----------------- | ------------------ | -------------------------- |
| 2007-08   | 1     | SBL  | 7    | 21-23 | 3-5 | Semifinais        |                    | -                          |
| 2008-09   | 1     | SBL  | 10   | 12-20 |     |                   |                    | -                          |
| 2009-10   | 1     | SBL  | 3    | 24-16 | 1-3 | Quartas de finais |                    | -                          |
| 2010-11   | 1     | SBL  | 6    | 17-29 | 2-3 | Quartas de finais |                    | -                          |
| 2011-12   | 1     | SBL  | 5    | 17-15 | 1-3 | Quartas de finais |                    | -                          |
| 2012-13   | 1     | SBL  | 9    | 7-25  | 0-3 | Quartas de finais | Quartas de finais  | -                          |
| 2013-14   | 1     | SBL  | 6    | 14-18 | 1-4 | Quartas de finais | Quartas de finais  | -                          |
| 2014-15   | 1     | SBL  | 4    | 20-16 | 4-4 | Semifinais        | Quartas de finais  | -                          |
| 2016-17   | 1     | SBL  | 8    | 17-23 | 2-3 | Quartas de finais | -                  | -                          |
| 2017-18   | 1     | SBL  | 8    | 9-27  | 0-3 | Quartas de finais | -                  | -                          |
| 2018-19   | 1     | SBL  | 7    | 13-19 | 2-3 | Quartas de finais | -                  | -                          |
| 2019-20   | 1     | SBL  | 7º   | 9-18  |     |                   | -                  | -                          |
| 2020-21   | 1     | SBL  | 7º   | 11-25 |     |                   | Quartas de finais  | -                          |
| 2021-22   | 1     | SBL  | 7º   | 9-19  | 1-2 | Quartas de finais | Quartas de finais  | -                          |
| 2022-23   | 1     | SBL  | 8º   | 5-23  |     |                   | Quartas de finais  | -                          |
| 2023-24   | 1     | SBL  | 5º   | 18-14 | 1-3 | Quartas de finais |                    |                            |
| 2024-25   | 1     | SBL  | 3º   | 24-12 | 2-3 | Quartas de finais |                    |                            |

fonte:eurobasket.com